# 인터-리지언스 디비전
인터-리지언스 디비전(Inter-Regions Division) 또는 Ligue Inter-Regions de football은 알제리 축구 리그 시스템의 3부 리그이다. 리그는 국가의 지역을 기반으로 하는 6개의 그룹으로 구성되어 있으며 각각 해당 지역의 16개 팀을 포함하는 이스트, 웨스트 및 센터-이스트, 센터-웨스트, 사우스-이스트 및 사우스-웨스트가 있다. 매년 각 그룹의 1위 팀은 리그 내셔널 두 풋볼 아마추어가 운영하는 알제리 리그 2로 승격되며 각 그룹의 마지막 3개 클럽은 리그 레지오날 I로 강등된다.